# Dassault Group
Dassault Group este o companie franceză care deține diverse active în industria aeronautică și în media.

## Principalele componente ale grupului
Dassault Aviation: piatra de temelie a grupului, fondată inițial ca Société des Avions Marcel Bloch. Este specializată în proiectarea și producția de avioane militare și de afaceri.
Dassault Systèmes: O companie multinațională de software, cunoscută pentru software-ul său de proiectare și de management al ciclului de viață al produsului. Fondată în 1977, este recunoscută în special pentru produsele sale emblematice CATIA și SolidWorks, care au aplicații în mai multe industrii, inclusiv aerospațial și auto.
Media: Grupul deține Groupe Figaro, care include cunoscutul ziar Le Figaro.
Imobiliare: Prin Immobilière Dassault, grupul administrează un portofoliu axat pe proprietăți de birouri și rezidențiale din Paris.
Producția de vin: Grupul are, de asemenea, interese în viticultura cu Château Dassault, o podgorie situată în Bordeaux.